# 제2캐나다군단
제2캐나다군단은 제2차 세계 대전 당시 오버로드 작전 때부터 종전까지 서유럽에서 작전을 펼친 제1캐나다군 예하 편제였다. 제2캐나다군단은 1943년 1월 14일 잉글랜드에 본부가 운영되기 시작하면서 창립되었고, 창립 당시 지휘관은 어니스트 윌리어 샌섬이었다. 캐나다군 소속이었지만 활동 기간 동안 제1기갑사단 (폴란드), 이레너 공주 여단, 피롱 여단, 제51(하일랜드)사단과 같은 다른 국가의 부대가 제2캐나다군단 편제에 배속되기도 했다. 
제2캐나다군단은 1943년 설립되었지만, 실제 이 부대가 실전을 치른 것은 제2캐나다군단 예하 부대였던 제3캐나다사단이 주노 해변에 상륙한 6월 6일이었다. 제2캐나다군단 전체 부대는 1944년 6월 29일 노르망디 북쪽에 위치한 마을 앙블리에 본부를 마련했다. 이후 제2캐나다군단이 노르망디 내륙으로 진격하던 중인 7월 7일 본부가 본격적으로 운용되기 시작했다. 오버로드 작전 기간 동안 제2캐나다군단은 독일군은 팔레즈 일대에 가두게 하는데 성공했다. 1944년 8월 팔레즈 포위전 이후 제2캐나다군단은 영국 해협 및 북해를 따라 독일군을 소탕하는 임무를 맡았고, 이후 1945년에는 라인강을 돌파해 흐로닝언과 올덴부르크를 독일군으로부터 탈환했다. 1945년 5월 유럽에서 제2차 세계 대전이 끝난 이후 1945년 6월 25일 군단은 다른 캐나다 부대와 함께 공식적으로 해산했다.